# Woods
Woods es una banda estadounidense de folk rock formada en Brooklyn en 2005 por el guitarrista y cantante Jeremy Earl, el bajista Kevin Morby, el multinstrumentista Jarvis Taveniere y G. Lucas Crane, dedicado a los efectos de sonido. Han publicado hasta la fecha un EP y doce álbumes de estudio, siendo el último Perennial, del año 2023. Por lo general, han sido bien recibidos por la crítica. Parelamente han lanzado un EP en directo Acoustic Family Creeps Play Live in the Woods EP (2009) , un proyecto colaborativo Myths 003 (2018) en conjunto con Dungen y Reflections Vol. 1 Bumble Bee Crown King (2020), un recopilatorio de rarezas y archivos inéditos.
El guitarrista y cantante Jeremy Earl es el propietario de la discográfica Woodsist, que se encarga de distribuir los álbumes del grupo. El 21 de marzo de 2025, anunció su primer EP en solitario, "Four Songs", a través de este sello.

## Discografía
- How to Survive In + In The Woods (2006)
- At Rear House (2007)
- Woods Family Creeps (2008)
- Songs of Shame (2009)
- Acoustic Family Creeps Play Live in the Woods EP (2009)
- At Echo Lake (2010)
- Sun and Shade (2011)
- Bend Beyond (2012)
- With Light and with Love (2014)
- City Sun Eater In The River Of Light (2016)
- Love Is Love (2017)
- Myths 003 (2018). Proyecto conjunto con Dungen
- Strange to Explain (2020)
- Reflections Vol. 1 Bumble Bee Crown King (2020)
- Perennial (2023)